# Amber Montana
Amber Montana (ur. 2 grudnia 1998 w Tampa na Florydzie) — amerykańska aktorka. Najbardziej znana jest z roli Taylor Hathaway z serialu Nawiedzeni.

## Życie
Amber Montana urodziła się 2 grudnia 1998 w Moorpark w stanie Floryda. Wychowywała się w rodzinie kochającej zwierzęta. W tym momencie prowadzi działalność charytatywną dla schronisk zwierzęcych. Jej dobrą koleżanką jest Kira Kosarin. W wolnym czasie gra na pianinie, samodzielnie uczy czytać się nut oraz śpiewać. Ma nadzieje nagrać piosenkę dla serialu w którym obecnie gra. 

Amber inspiruje się wieloma osobami w aktorstwie (dramat - Johnny Depp, komedia - Lucille Ball) i muzyce (Demi Lovato, Ed Sheeran).

## Kariera
Amber przeprowadziła się do Kalifornii, gdy miała 8 lat, aby kontynuować plany aktorskie. W 2008 roku zagrała w filmie "She Could Be You". Od swojego pierwszego razu na planie postanowiła, że zamierza kontynuować karierę aktorską.
W 2013 Amber zaczęła grać w amerykańskim serialu na stacji Nickelodeon pt. Nawiedzeni, gdzie wciela się w rolę Taylor Hathaway.

## Filmografia

### Filmy
| Rok  | Nazwa            | Rola            |
| ---- | ---------------- | --------------- |
| 2008 | She Could Be You | porwane dziecko |

### Seriale
| Rok        | Nazwa      | Rola            |
| ---------- | ---------- | --------------- |
| 2013-teraz | Nawiedzeni | Taylor Hathaway |